# Алеутска депресия
Алеутската депресия (Алеутски минимум, Алеутски циклон) е област на многогодишно ниско атмосферно налягане в северната част на Тихия океан, в района на Алеутските острови и е един от главните центрове на действие на земната атмосфера. Атмосферното налягане в центъра на Алеутския минимум през януари е по-малко от 1000 mbar (1000 mbar = 750 mm живачен стълб = 1,02 kg/sm²), а през лятото депресията почти изчезва, премествайки се на север в полярните райони. Алеутската депресия е свързана с честите пребивавания и натрупвания в този район на океана на циклони преместващи се от централните части на Тихия океан. Повторяемостта на антициклони в този район е сравнително малка. Алеутската депресия е аналогична на Исландската депресия в северната част на Атлантическия океан.